# Xiang Da
Xiang Da (chinois : 向达 ; pinyin : xiàng dá), né le 19 février 1900, sous la dynastie Qing, dans l'actuel xian de Xupu, ville-préfecture de Huaihua, province du Hunan et décédé le 24 novembre 1966, sous la République populaire de Chine, est un historien, dunhuangologue, archéologue, spécialiste des transports internationaux entre la Chine et l'étranger, issu de la minorité chinoise des Tujias.